# Liste de sondages sur les élections générales québécoises de 2026
Cette page dresse la liste des sondages d'opinions réalisés pendant la 43e législature du Québec jusqu'aux élections générales tenues le 3 octobre 2026.
|                                                                           |                                                  |
| Évolution des intentions de vote pendant la 43e législature du Québec ( ) |                                                  |
| - Coalition avenir Québec - Parti libéral du Québec - Québec solidaire    | - Parti québécois - Parti conservateur du Québec |

##### Agrégateurs de sondages
| Date mis à jour  | CAQ  | PLQ  | QS   | PQ   | PCQ  | Autres | Agrégateur     | ME    | Source |
| ---------------- | ---- | ---- | ---- | ---- | ---- | ------ | -------------- | ----- | ------ |
| Date mis à jour  |      |      |      |      |      |        | Agrégateur     | ME    | Source |
| 6 décembre 2024  | 20,3 | 17,7 | 12,3 | 35,0 | 12,4 | 2,3    | Polling Canada | NC    |        |
| 14 décembre 2024 | 22,0 | 17,0 | 13,3 | 33,2 | 12,2 | 2,3    | Qc125          | [ b ] |        |
| Élection de 2022 | 41,0 | 14,4 | 15,4 | 14,6 | 12,9 | 1,7    |                |       | HTML   |

##### En 2025
|                                                                   |    |    |    |    |    |   |        |      |        |     |
| 11 mai 2025                                                       | 20 | 21 | 10 | 33 | 13 | 2 | Léger  | 1051 | ± 3,02 | PDF |
| 17 mars 2025: le PQ remporte l'élection partielle dans Terrebonne |    |    |    |    |    |   |        |      |        |     |
| 10 mars 2025                                                      | 24 | 19 | 12 | 30 | 12 | 2 | Léger  | 1017 | ± 3,1  | PDF |
| 1er mars 2025                                                     | 20 | 22 | 10 | 32 | 15 | 2 | Pallas | 1120 | ± 2,9  | PDF |
| 2 février 2025                                                    | 21 | 21 | 10 | 30 | 14 | 4 | Léger  | 1017 | ± 3,1  | PDF |
| 22 janvier 2025                                                   | 25 | 15 | 12 | 34 | 11 | 3 | Léger  | 1003 | ± 3,09 | PDF |

##### En 2024
| |      |      |      |      |      |     |        |      |        |      |
| 2 décembre 2024                                                                                         | 24   | 16   | 13   | 31   | 13   | 3   | Léger  | 1002 | ± 3,1  | PDF  |
| 26 novembre 2024                                                                                        | 20,4 | 18,3 | 11,9 | 35,0 | 12,8 | 1,6 | Pallas | 1093 | ± 3,0  | PDF  |
| 11 novembre 2024                                                                                        | 21   | 17   | 13   | 35   | 11   | 2   | Léger  | 1010 | ± 3,08 | PDF  |
| 6 octobre 2024                                                                                          | 24   | 17   | 14   | 32   | 12   | 1   | Léger  | 1036 | ± 3,04 | PDF  |
| 26 septembre 2024                                                                                       | 21,6 | 17,6 | 11,7 | 33,9 | 14,0 | 1,2 | Pallas | 1111 | ± 2,9  | PDF  |
| 3 septembre 2024                                                                                        | 23   | 17   | 13   | 31   | 14   | NC  | Pallas | 1191 | ± 3,0  | HTML |
| 25 août 2024                                                                                            | 24   | 16   | 15   | 29   | 13   | 3   | Léger  | 1041 | ± 3,04 | PDF  |
| 22 juin 2024                                                                                            | 21,7 | 16,7 | 13,2 | 35,0 | 12,2 | 1,2 | Pallas | 1445 | ± 2,6  | PDF  |
| 8 juin 2024                                                                                             | 21,5 | 17,1 | 15,9 | 33,1 | 10,6 | 1,8 | Pallas | 1339 | ± 2,7  | PDF  |
| 3 juin 2024                                                                                             | 25   | 15   | 14   | 32   | 10   | 3   | Léger  | 1015 | ± 3,08 | PDF  |
| 13 mai 2024                                                                                             | 22   | 17   | 12   | 32   | 12   | 4   | Léger  | 1031 | ± 3,05 | PDF  |
| 29 avril 2024: Émilise Lessard-Therrien démissionne de son poste de co-porte-parole de Québec Solidaire |      |      |      |      |      |     |        |      |        |      |
| 21 avril 2024                                                                                           | 24   | 15   | 14   | 34   | 10   | 3   | Léger  | 1026 | ± 3,06 | PDF  |
| 21 avril 2024                                                                                           | 19,5 | 22,8 | 12,9 | 32,9 | 10,7 | 1,2 | Pallas | 1256 | ± 2,8  | PDF  |
| 18 mars 2024                                                                                            | 22   | 14   | 18   | 34   | 10   | 2   | Léger  | 1033 | ± 3,05 | PDF  |
| 24 février 2024                                                                                         | 23,1 | 14,5 | 16,5 | 31,4 | 12,8 | 1,7 | Pallas | 1122 | ± 2,9  | PDF  |
| 5 février 2024                                                                                          | 25   | 15   | 16   | 32   | 11   | 1   | Léger  | 1032 | ± 3,05 | PDF  |
| 24 janvier 2024                                                                                         | 21,1 | 15,4 | 17,0 | 31,7 | 11,5 | 3,2 | Pallas | 1175 | ± 2,9  | PDF  |

##### En 2023
|                                                                             |      |      |      |      |      |     |            |      |        |      |
| 4 décembre 2023                                                             | 25   | 14   | 17   | 31   | 11   | 2   | Léger      | 1040 | ± 3,04 | PDF  |
| 18 novembre 2023                                                            | 24,1 | 15,5 | 16,1 | 30,4 | 11,3 | 2,7 | Pallas     | 1178 | ± 2,86 | PDF  |
| 30 octobre 2023                                                             | 30   | 15   | 15   | 26   | 12   | 3   | Léger      | 1026 | ± 3,06 | PDF  |
| 2 octobre 2023: Le PQ remporte l'élection partielle dans Jean-Talon         |      |      |      |      |      |     |            |      |        |      |
| 27 septembre 2023                                                           | 34,5 | 14,7 | 15,4 | 19,0 | 14,6 | 1,9 | Pallas     | 1095 | ± 2,96 | PDF  |
| 25 septembre 2023                                                           | 34   | 14   | 17   | 22   | 12   | 1   | Léger      | 1028 | ± 3,04 | PDF  |
| 21 août 2023                                                                | 37   | 12   | 15   | 22   | 11   | 3   | Léger      | 1036 | ± 3,04 | PDF  |
| 12 juin 2023                                                                | 37   | 13   | 16   | 23   | 9    | 2   | Léger      | 1042 | ± 3,03 | HTML |
| 3 juin 2023                                                                 | 33   | 13   | 17   | 22   | 12   | 3   | Angus Reid | 506  | ± 4,0  | HTML |
| 1er mai 2023                                                                | 36   | 14   | 16   | 22   | 10   | 2   | Léger      | 1201 | ± 2,83 | PDF  |
| 13 mars 2023: QS remporte l'élection partielle dans Saint-Henri-Sainte-Anne |      |      |      |      |      |     |            |      |        |      |
| 26 février 2023                                                             | 40   | 14   | 17   | 18   | 9    | 2   | Léger      | 1044 | ± 3,0  | PDF  |

##### En 2022 (après les élections)
| Dernier jour du sondage | CAQ  | PLQ  | QS   | PQ   | PCQ  | Autres | Sondeur | Échantillon | ME    | Source |
| ----------------------- | ---- | ---- | ---- | ---- | ---- | ------ | ------- | ----------- | ----- | ------ |
| Dernier jour du sondage |      |      |      |      |      |        | Sondeur | Échantillon | ME    | Source |
| 10 décembre 2022        | 41   | 14   | 14   | 18   | 10   | 3      | Léger   | 1002        | ± 3,1 | PDF    |
| 6 novembre 2022         | 36   | 14   | 19   | 18   | 11   | 3      | Léger   | 1028        | ± 3,1 | PDF    |
| Élection de 2022        | 41,0 | 14,4 | 15,4 | 14,6 | 12,9 | 1,7    |         |             |       | HTML   |

## Intentions de votes sur l'Île de Montréalet dans larégion métropolitaine de Montréal

### Montréal
Est
- Anjou–Louis-Riel
- Camille-Laurin
- Gouin
- Hochelaga-Maisonneuve
- Laurier-Dorion

- Maurice-Richard
- Mercier
- Pointe-aux-Trembles
- Rosemont
- Saint-Henri—Sainte-Anne

- Sainte-Marie—Saint-Jacques
- Verdun
- Viau

Ouest
- Acadie
- Bourassa-Sauvé
- D'Arcy-McGee
- Jacques-Cartier
- Jeanne-Mance—Viger

- LaFontaine
- Marguerite-Bourgeoys
- Marquette
- Mont-Royal–Outremont
- Nelligan

- Notre-Dame-de-Grâce
- Robert-Baldwin
- Saint-Laurent
- Westmount—Saint-Louis

### Laval
- Chomedey
- Fabre
- Laval-des-Rapides
- Mille-Îles
- Sainte-Rose
- Vimont

## Intentions de votes dans la région de laCapitale-NationaleetRégion de Québec

### Capitale-Nationale
- Charlesbourg
- Charlevoix–Côte-de-Beaupré
- Jean-Lesage
- Jean-Talon
- Louis-Hébert
- Taschereau
- Vanier-Les Rivières

- Chauveau
- La Peltrie
- Montmorency
- Portneuf

### Chaudière-Appalaches
- Beauce-Nord
- Beauce-Sud
- Bellechasse

- Chutes-de-la-Chaudière
- Lotbinière-Frontenac

- Côte-du-Sud (en partie)
- Lévis

## Intentions de votes dansLongueuilet la Montérégie
Est
- Beauharnois
- Borduas
- Chambly
- Johnson (en partie)
- Marie-Victorin
- Richelieu
- Saint-Hyacinthe
- Saint-Jean
- Sanguinet
- Taillon
- Vachon
- Verchères

Ouest
- Châteauguay
- Huntingdon
- Iberville
- La Pinière
- Laporte
- La Prairie
- Montarville
- Soulanges
- Vaudreuil

## Intentions de votes auGatineauet l'Oest québécois

### Abitibi-Témiscamingue
- Abitibi-Est
- Abitibi-Ouest
- Rouyn-Noranda–Témiscamingue

### Laurentides
- Argenteuil
- Bertrand (en partie)
- Blainville
- Deux-Montagnes
- Groulx
- Labelle
- Les Plaines (en partie)
- Mirabel
- Prévost
- Rousseau (en partie)
- Saint-Jérôme

### Outaouais
- Chapleau
- Gatineau
- Hull
- Pontiac

Sauf :
- Papineau

## Intentions de votes dans la région  deSherbrookeet centre du Québec

### Centre-du-Québec
- Arthabaska
- Drummond–Bois-Francs
- Johnson (en partie)
- Nicolet-Bécancour

### Estrie
- Brome-Missisquoi
- Granby
- Mégantic
- Orford
- Richmond
- Saint-François
- Sherbrooke

## Intentions de votes auSaguenayet dans les régions nordiques du Québec

### Côte-Nord
- Duplessis (partie)
- René-Lévesque

### Nord-du-Québec
- Duplessis (partie)
- Ungava

### Saguenay—Lac-Saint-Jean
- Chicoutimi
- Dubuc
- Jonquière
- Lac-Saint-Jean
- Roberval

## Intentions de votes auRimouskiet dans les régionsacadiennes du Québec

### Bas-Saint-Laurent
- Côte-du-Sud (en partie)
- Matane-Matapédia
- Rimouski
- Rivière-du-Loup–Témiscouata

### Gaspésie-Îles-de-la-Madeleine
- Bonaventure
- Gaspé
- Îles-de-la-Madeleine

## Intentions de votes àTrois-Rivièreset dans Lanaudière

### Lanaudière
- Berthier
- Bertrand (en partie)
- Joliette
- L'Assomption
- Les Plaines (en partie)
- Masson
- Repentigny
- Rousseau (en partie)
- Terrebonne

### Mauricie
- Champlain
- Laviolette–Saint-Maurice
- Maskinongé
- Trois-Rivières